# Fanfan (film)
Pour les articles homonymes, voir Fanfan.
Pour plus de détails, voir Fiche technique et Distribution.
Fanfan est un film français d’Alexandre Jardin, sorti en 1993. C'est une adaptation du roman homonyme paru en 1990, écrit par le réalisateur.

## Synopsis
Alexandre (Vincent Perez) a tout pour être heureux : une charmante compagne, Laure (Marine Delterme), avec laquelle il vit depuis cinq ans, un appartement spacieux et un brillant avenir. Mais il est resté un éternel adolescent, ennemi de la routine que sa fiancée s'efforce de combattre en multipliant les surprises et les extravagances. Une nuit, Alexandre fait la connaissance de Fanfan (Sophie Marceau), qui l'éblouit par sa vitalité, sa beauté et son aplomb. Il en tombe amoureux et entreprend de lui faire la cour. Cependant, pour éviter le déclin de la passion et les déconvenues de la vie de couple, il décide de ne jamais lui déclarer sa flamme. Il entend ainsi perpétuer avec elle les griseries des préludes, le bonheur de ces instants où l'amour n'est encore qu'une promesse.

## Fiche technique
Sauf indication contraire, les informations mentionnées dans cette section peuvent être confirmées par la base de données cinématographiques IMDb,  présente dans la section « Liens externes ».
- Titre original : Fanfan
- Réalisateur : Alexandre Jardin
- Scénario : Alexandre Jardin, d’après son roman éponyme publié en 1990
- Musique : Nicolas Jorelle
- Décors : Hugues Tissandier
- Costumes : Lyvia D'Alche
- Photographie : Jean-Yves Le Mener
- Son : Gérard Lamps, Michel Barlier, Jean-Charles Ruault
- Montage : Joëlle Hache et Claire Pinheiro
- Production : Alain Terzian
- Sociétés de production[1] : Alter Films, en coproduction avec Gaumont et France 3 Cinéma, avec la participation de Canal +
- Société de distribution : Gaumont Buena Vista International
- Budget : n/a
- Pays de production :  France
- Langue originale : français
- Format[2] : couleur - son Dolby
- Genre : comédie, romance
- Durée : 85 minutes
- Dates de sortie[3] :
  - France : 16 juin 1993
- Classification :
  - France: tous publics[4]
  - Québec : tous publics (G - General Rating)[5]
  - Belgique : tous publics (Alle Leeftijden)[6]

## Distribution
- Sophie Marceau : Fanfan
- Vincent Pérez : Alexandre
- Marine Delterme : Laure
- Micheline Presle : Maud
- Gérard Séty : Ti
- Patrick Aubrée : le président
- Gérard Caillaud : le père de Laure
- Jean-Marie Cornille : le propriétaire
- Béatrice Esterle : la mère de Fanfan
- Pierre Gérald : le vieux monsieur
- Maxime Lombard : l'avocat
- Marcel Maréchal : le père de Fanfan
- Arièle Semenoff : la mère de Laure
- Samuel Sogno : Franck
- Bruno Todeschini : Paul
- Mathilde Vitry : la femme du propriétaire
- Thierry Lhermitte : caméo (dans la salle de restaurant)